# Infiniti Q70
L'Infiniti Q70 est le nom donné en 2014, par Infiniti, à la troisième génération de la berline M commercialisée depuis 2010. Une version hybride a été étudiée par Infiniti pour l'Europe.

## Motorisation
La Q70 est équipée de trois moteurs essence en Amérique du Nord :
- V6 3,7 L 330 ch ;
- V8 5,6 L 420 ch ;
- V6 3,5 L hybrid 364 ch.

La Q70 est équipée de trois moteurs pour l'Europe :
- Essence
  - V6 3,7 L 320 ch ;
- Diesel
  - 2.2d 170 ch à partir de 2015
  - V6 3.0d 238 ch jusqu'en 2014
- Hybride
  - V6 3.5 hybrid 364 ch.